# Вулиця Ганцова (Львів)
Вулиця Ганцова — вулиця у Залізничному районі міста Львова, місцевість Білогорща. Сполучає вулиці Генерала Курмановича та Тернову. Прилучаються вулиці Полковника Болбочана та Сполучна.

## Історія та забудова
Вулиця прокладена у 1950-х роках та 1958 року мала назву вулиця Рейсова. Сучасна назва походить з 1993 року, на честь українського професора-мовознавця Всеволода Ганцова.
Забудована одноповерховими будинками 1930-х років у стилі конструктивізму, одно- та двоповерховими садибами другої половини XX століття. Втім, майже усі будинки приписані до сусідніх вулиць.